# Myśliwy z psami
Myśliwy z psami (hiszp. El cazador con sus perros) – obraz hiszpańskiego malarza Francisca Goi. 

## Seriakartonów do tapiserii
To dzieło należało do serii kartonów do tapiserii – olejnych obrazów o znacznych rozmiarach przygotowywanych jako wzór dla warsztatów tkackich Królewskiej Manufaktury Tapiserii Santa Bárbara w Madrycie. Była to pierwsza seria, którą Goya wykonał dla Karola IV (wtedy jeszcze infanta, księcia Asturii) z przeznaczeniem do jadalni pałacu-klasztoru Escorial. Seria została ukończona w 1775 roku, a jej tematem były łowy i wędkarstwo – ulubione rozrywki przyszłego monarchy i jego ojca Karola III. Oprócz Myśliwego z psami w jej skład wchodziły dzieła: Wędkarz, Polowanie na dzika, Polowanie na przepiórki, Myśliwy ładujący broń, Psy na smyczy, Polowanie z wabikiem, Muchachos cazando con un mochuelo i Caza muerta. Wykonanie tej serii kartonów, która została dobrze przyjęta przez książęcą parę, otworzyło Goi drogę do kariery na dworze.

## Analiza
W pierwszym roku pracy jako malarz kartonów do tapiserii Goya pracował pod kierunkiem swojego szwagra Francisco Bayeu. Bayeu, doświadczony artysta o niekwestionowanej pozycji na dworze, wykonywał szkice kartonów, nad którymi później pracował Goya. Jego pierwsze projekty są utrzymane w stylu nadwornych projektantów gobelinów, przypominają zwłaszcza prace José del Castillo i Ramona Bayeu, brata Francisca. Dopiero po ukończeniu tej serii i pozytywnej opinii królewskiej rodziny, Goya otrzymał pozwolenie na wykonywanie kartonów według własnych projektów.
Przedstawiona scena rozgrywa się w lesie, krajobraz służy jedynie za tło dla postaci i nie da się go zidentyfikować. Myśliwy ze strzelbą na ramieniu odwraca się w kierunku trzymanych na smyczy psów. Podobnie jak w kartonie Myśliwy ładujący broń zwrócone ku górze smukłe gałęzie drzewa są elementem wspomagającym pionową kompozycję obrazu.
W późniejszych projektach Goya znacznie poprawił styl, koloryt i kompozycję, osiągając pod tym względem mistrzostwo w dziele Parasolka.